# Huy chương Sylvester

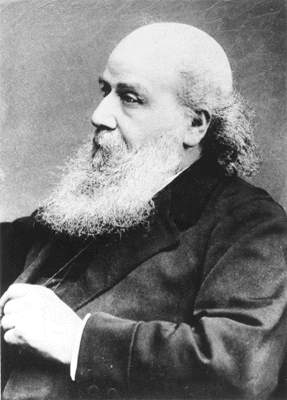
James Joseph Sylvester, người mà giải thưởng lấy tên.

Huy chương Sylvester là một huy chương đồng do Hội Hoàng gia Luân Đôn trao tặng để khuyến khích nghiên cứu khoa học, đi kèm với giải thưởng 1000 bảng Anh. Nó được đặt theo tên James Joseph Sylvester, Giáo sư Savilian về Hình học ở Đại học Oxford những năm 1880. Giải thưởng được đề xuất bởi Raphael Meldola và những người bạn khác của Sylvester tại Hội Hoàng gia sau cái chết của ông này vào năm 1897. Nó được trao 3 năm một lần, bắt đầu từ năm 1897 Hội Hoàng gia thông báo từ năm 2009 giải sẽ được trao hai năm một lần và dành cho những nhà khoa học ở chặng đầu hoặc giữa sự nghiệp thay vì những nhà toán học nổi tiếng. Cho tới năm 2008, có 36 huy chương đã được trao, trong đó có 27 người nhận giải là công dân Anh, và có một phụ nữ duy nhất (Mary Cartwright).

## Danh sách người được giải
Dưới đây là danh sách đầy đủ những người được Huy chương Sylvester:
| Năm  | Tên                            | Quốc tịch     |
| ---- | ------------------------------ | ------------- |
| 1901 | Henri Poincaré                 | French        |
| 1904 | Georg Cantor                   | German        |
| 1907 | Wilhelm Wirtinger              | Austrian      |
| 1910 | Henry Frederick Baker          | British       |
| 1913 | James Whitbread Lee Glaisher   | British       |
| 1916 | Jean Gaston Darboux            | French        |
| 1919 | Percy Alexander MacMahon       | British       |
| 1922 | Tullio Levi-Civita             | Italian       |
| 1925 | Alfred North Whitehead         | British       |
| 1928 | William Henry Young            | British       |
| 1931 | Edmund Taylor Whittaker        | British       |
| 1934 | Bertrand Russell               | British       |
| 1937 | Augustus Edward Hough Love     | British       |
| 1940 | Godfrey Harold Hardy           | British       |
| 1943 | John Edensor Littlewood        | British       |
| 1946 | George Neville Watson          | British       |
| 1949 | Louis Joel Mordell             | British       |
| 1952 | Abram Samoilovitch Besicovitch | Russian       |
| 1955 | Edward Charles Titchmarsh      | British       |
| 1958 | Max Newman                     | British       |
| 1961 | Philip Hall                    | British       |
| 1964 | Mary Cartwright                | British       |
| 1967 | Harold Davenport               | British       |
| 1970 | George Frederick James Temple  | British       |
| 1973 | John William Scott Cassels     | British       |
| 1976 | David George Kendall           | British       |
| 1979 | Graham Higman                  | British       |
| 1982 | John Frank Adams               | British       |
| 1985 | John Griggs Thompson           | American      |
| 1988 | Charles T. C. Wall             | British       |
| 1991 | Klaus Friedrich Roth           | British       |
| 1994 | Peter Whittle                  | New Zealand   |
| 1997 | Harold Scott MacDonald Coxeter | British       |
| 2000 | Nigel James Hitchin            | British       |
| 2003 | Lennart Carleson               | Swedish       |
| 2006 | Peter Swinnerton-Dyer          | British       |
| 2009 | John M. Ball                   | British       |
| 2010 | Graeme Segal                   | British       |
| 2012 | John Francis Toland            | British/Irish |